# كادنزا

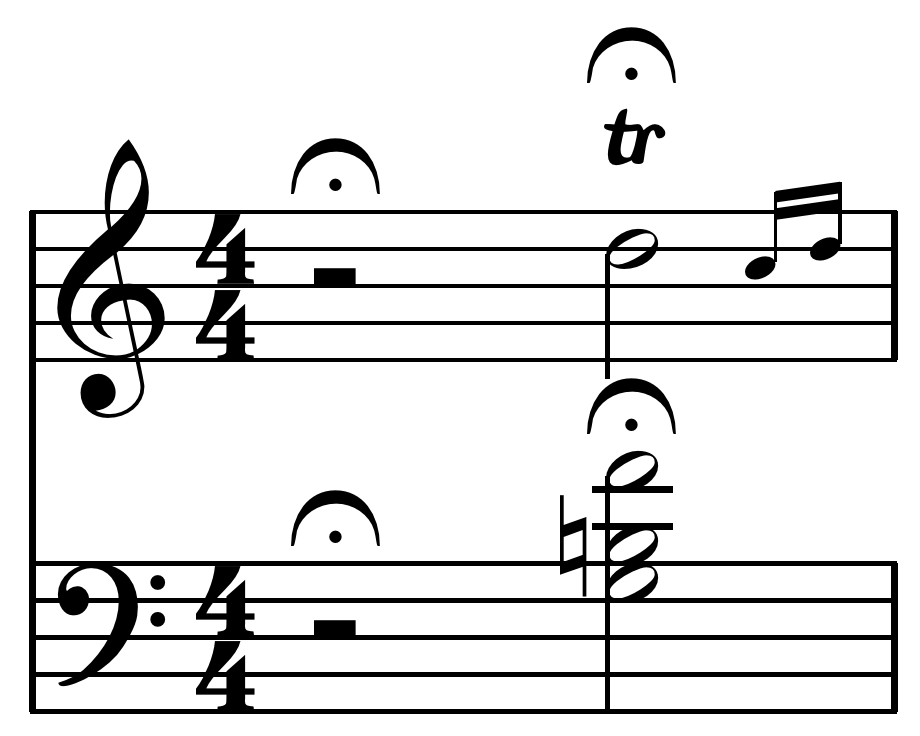

القفلة الموسيقية (بالإيطالية: Cadenza) تعني فقرة دون مصاحبة تقدم في أو قرب ختام حركة من عمل موسيقي وتعمل ذروة للعمل، خاصة في الكونشرتو الصولو الذي يتسم بالطابع الفريد. حتى القرن ال19 هذه الفقرات كان العازف دائما يرتجلها في افتتاحيات مناسبة يتركها المؤلف الموسيقي لهذا الغرض. كانت استعراض لمهارات الاداء لكن أيضا كانت فيها ابتكار وتخيل عفوي. العازفون في العصر الحديث يستخدمون قفلات مكتوبة حتى للكونشرتات الكلاسيكية، وفي الكونشرتو في العصر الحديث الذي يتضمن القفلة عادة يكتبها المؤلف الموسيقي.

## هوامش
1. ↑  أحمد زكي بدوي (1991). معجم مصطلحات الدراسات الإنسانية والفنون الجميلة والتشكيلية (بالعربية والإنجليزية والفرنسية) (ط. 1). القاهرة، بيروت: دار الكتاب المصري، دار الكتاب اللبناني. ص. 53. ISBN:978-977-18-7508-6. OCLC:25480306. QID:Q132370849.
2. ↑  "cadenza." Encyclopædia Britannica. Encyclopædia Britannica Ultimate Reference Suite. Chicago: Encyclopædia Britannica, 2011.